# Grand Prix automobile de Monaco 2017
GP précédent GP suivant
Le Grand Prix automobile de Monaco 2017 (Formula 1 Grand Prix de Monaco 2017), disputé le 28 mai 2017 sur le circuit de Monaco, est la 962e épreuve du championnat du monde de Formule 1 courue depuis 1950. Il s'agit de la soixante-quatrième édition du Grand Prix de Monaco comptant pour le championnat du monde de Formule 1 et de la sixième manche du championnat 2017. Fernando Alonso (McLaren Racing) fait l'impasse sur cette course pour disputer les 500 miles d'Indianapolis ; il est remplacé par Jenson Button, pilote de réserve de l'équipe, qui prend son premier départ de la saison, son 306e en Formule 1.
Très à l'aise au volant de sa Ferrari SF70H sur le circuit urbain temporaire monégasque, Kimi Räikkönen domine la troisième phase des qualifications et, presque neuf ans (et 128 départs) après la précédente réalisée sur Ferrari lors du Grand Prix de France 2008 à Magny-Cours, obtient la dix-septième pole position de sa carrière. En 1 minute 12 secondes et 178 millièmes, il bat également le record du circuit, déjà amélioré par Hamilton puis Vettel lors des essais libres. Son coéquipier Sebastian Vettel le rejoint in extremis sur la première ligne dans un dernier effort : il devance Valtteri Bottas de seulement 2 millièmes de seconde ; le pilote Mercedes est accompagné en deuxième ligne par Max Verstappen. Daniel Ricciardo et Carlos Sainz Jr. occupent la troisième ligne, Sergio Pérez et Romain Grosjean partant de la suivante. Pour son retour en Formule 1, Jenson Button réalise le neuvième temps mais est pénalisé d'un recul de quinze places après le changement du MGU-H et du turbocompresseur de sa McLaren et doit s'élancer de la dernière place. Lewis Hamilton, deuxième du championnat du monde, rencontre des difficultés avec sa Mercedes AMG F1 W08 EQ Power+ et ne parvient pas à accéder à l'ultime phase qualificative ; il prend le départ depuis le treizième rang.
La Scuderia Ferrari, qui n'avait pas gagné à Monaco depuis 2001, obtient le quatre-vingt-deuxième doublé de son histoire, le premier depuis le Grand Prix d'Allemagne 2010. Au terme des soixante-dix-huit tours de course, Sebastian Vettel remporte sa troisième victoire de la saison, la quarante-cinquième de sa carrière et son deuxième succès personnel en Principauté, devant Kimi Räikkönen. En tête durant les trente-cinq premiers tours, Räikkönen est rappelé le premier par son équipe pour changer ses pneumatiques et ressort dans le trafic, tandis que Vettel enchaîne une série de cinq tours rapides qui lui permettent, à l'issue de son propre arrêt, de reprendre la piste devant son coéquipier. Dès lors, il n'a plus qu'à contrôler la course, ayant toutefois à gérer une relance après la sortie de la voiture de sécurité au soixantième tour à la suite d'un accrochage au virage du Portier entre Jenson Button et Pascal Wehrlein dont la Sauber se retrouve en équilibre sur le flanc contre les barrières de sécurité. Daniel Ricciardo se classe troisième ; il monte sur le podium en gagnant deux places par le jeu des arrêts au stand, observant son arrêt plus tard que Valtteri Bottas et Max Verstappen et ressortant devant ses rivaux. Carlos Sainz Jr. profite de sa sixième place sur la grille pour finir au même rang, devant Lewis Hamilton qui, bien que remonté du treizième rang sur la grille, concède 19 points à Vettel au classement du championnat. Huitième sur la grille, Romain Grosjean l'est également à l'arrivée ; il devance Felipe Massa et Kevin Magnussen : les deux Haas F1 Team sont dans les points pour la première fois depuis les débuts l'écurie. À cause du regroupement général derrière la voiture de sécurité à moins de vingt tours de l'arrivée, les dix premiers terminent en 21 secondes. Le changement de pneus très tardif de Sergio Pérez, dernier des pilotes ayant couvert la distance du Grand Prix, lui permet de réaliser le meilleur tour en course, à deux boucles du terme.
Vettel accentue son avance au championnat avec 129 points et devance toujours Hamilton (104 points), l'écart correspondant désormais à une victoire ; suivent Bottas (75 points), Räikkönen (67 points), Ricciardo (52 points) et Verstappen (resté à 45 points). Ferrari, avec 196 points, ravit la tête du championnat à Mercedes (179 points) qui devance Red Bull Racing (97 points) ; suivent Force India (resté 53 points), Scuderia Toro Rosso (29 points), Williams (20 points), Renault (14 points), Haas (14 points) et Sauber (4 points).

## Pneus disponibles
| Pneus pour piste sèche | Pneus pour piste sèche | Pneus pour piste sèche | Pneus pluie    | Pneus pluie |
| ---------------------- | ---------------------- | ---------------------- | -------------- | ----------- |
| Ultra tendres          | Super tendres          | Tendres                | Intermédiaires | Pluie       |

## Essais libres

### Première séance, le jeudi de 10 h à 11 h 30
| Pos. | Pilote           | Voiture            | Chrono         | Écart     |
| ---- | ---------------- | ------------------ | -------------- | --------- |
| 1    | Lewis Hamilton   | Mercedes           | 1 min 13 s 425 |           |
| 2    | Sebastian Vettel | Ferrari            | 1 min 13 s 621 | + 0 s 196 |
| 3    | Max Verstappen   | Red Bull-TAG Heuer | 1 min 13 s 771 | + 0 s 346 |
| 4    | Valtteri Bottas  | Mercedes           | 1 min 13 s 791 | + 0 s 366 |
| 5    | Daniel Ricciardo | Red Bull-TAG Heuer | 1 min 13 s 854 | + 0 s 429 |
| 6    | Daniil Kvyat     | Toro Rosso-Renault | 1 min 14 s 111 | + 0 s 686 |

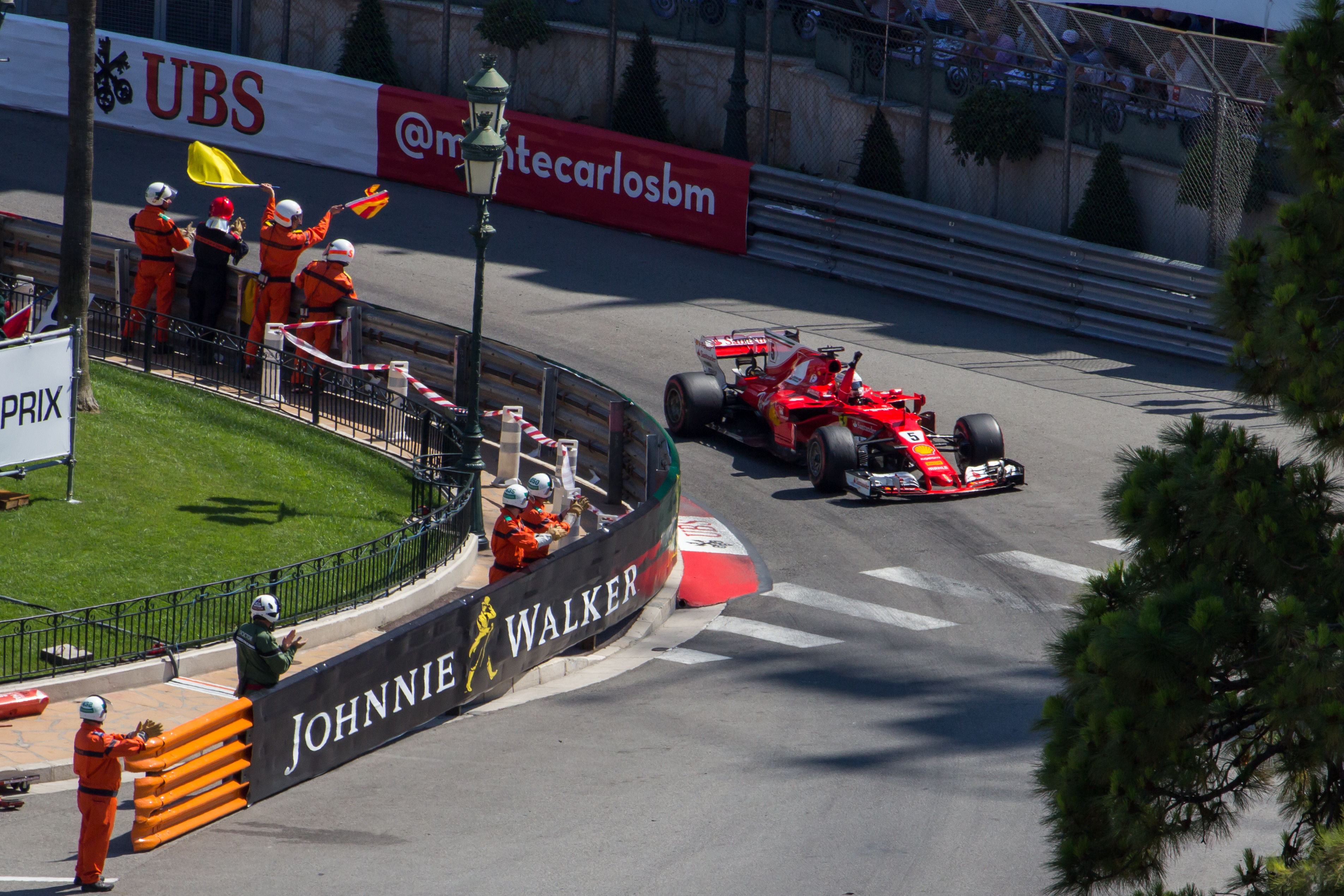
Sebastian Vettel au Grand Prix de Monaco.

- Jenson Button pilote de réserve de McLaren remplace, pour l'ensemble du weekend, Fernando Alonso qui participe aux 500 miles d'Indianapolis. Il réalise le quatorzième temps de la séance, en 1 min 14 s 954[1].
- Au cours de cette séance, Lewis Hamilton bat le record du circuit établi par Sebastian Vettel sur Red Bull-Renault en 1 min 13 s 556 (pole position de l'édition 2011)[2].

### Deuxième séance, le jeudi de 14 h à 15 h 30
| Pos. | Pilote           | Voiture            | Chrono         | Écart     |
| ---- | ---------------- | ------------------ | -------------- | --------- |
| 1    | Sebastian Vettel | Ferrari            | 1 min 12 s 720 |           |
| 2    | Daniel Ricciardo | Red Bull-TAG Heuer | 1 min 13 s 207 | + 0 s 487 |
| 3    | Kimi Räikkönen   | Ferrari            | 1 min 13 s 283 | + 0 s 563 |
| 4    | Daniil Kvyat     | Toro Rosso-Renault | 1 min 13 s 331 | + 0 s 611 |
| 5    | Carlos Sainz Jr. | Toro Rosso-Renault | 1 min 13 s 400 | + 0 s 680 |
| 6    | Max Verstappen   | Red Bull-TAG Heuer | 1 min 13 s 486 | + 0 s 766 |

- Sebastian Vettel améliore, à son tour, le record du circuit en battant le temps de Lewis Hamilton réalisé dans la matinée. Dans cette deuxième séance d'essais libres, les pilotes Mercedes sont huitième (Hamilton en 1 min 13 s 873) et dixième (Valtteri Bottas en 1 min 13 s 902)[4].

### Troisième séance libre, le samedi de 11 h à 12 h
| Pos. | Pilote           | Voiture            | Chrono         | Écart     |
| ---- | ---------------- | ------------------ | -------------- | --------- |
| 1    | Sebastian Vettel | Ferrari            | 1 min 12 s 395 |           |
| 2    | Kimi Räikkönen   | Ferrari            | 1 min 12 s 740 | + 0 s 345 |
| 3    | Valtteri Bottas  | Mercedes           | 1 min 12 s 830 | + 0 s 435 |
| 4    | Max Verstappen   | Red Bull-TAG Heuer | 1 min 12 s 940 | + 0 s 545 |
| 5    | Lewis Hamilton   | Mercedes           | 1 min 13 s 230 | + 0 s 835 |
| 6    | Daniel Ricciardo | Red Bull-TAG Heuer | 1 min 13 s 392 | + 0 s 997 |

- Sebastian Vettel améliore à nouveau le record du circuit[6].
- Esteban Ocon termine dans le rail à la piscine, détruisant l'avant de sa Force India VJM10 après avoir cassé sa suspension avant à 6 minutes de la fin de séance[6].

## Séances de qualifications

### Résultats des qualifications
| Pos.                                                                                      | Pilote            | Écurie               | Qualifications 1 | Qualifications 2 | Qualifications 3 |
| ----------------------------------------------------------------------------------------- | ----------------- | -------------------- | ---------------- | ---------------- | ---------------- |
| 1                                                                                         | Kimi Räikkönen    | Ferrari              | 1 min 13 s 117   | 1 min 12 s 231   | 1 min 12 s 178   |
| 2                                                                                         | Sebastian Vettel  | Ferrari              | 1 min 13 s 090   | 1 min 12 s 449   | 1 min 12 s 221   |
| 3                                                                                         | Valtteri Bottas   | Mercedes             | 1 min 13 s 325   | 1 min 12 s 901   | 1 min 12 s 223   |
| 4                                                                                         | Max Verstappen    | Red Bull-TAG Heuer   | 1 min 13 s 078   | 1 min 12 s 697   | 1 min 12 s 496   |
| 5                                                                                         | Daniel Ricciardo  | Red Bull-TAG Heuer   | 1 min 13 s 219   | 1 min 13 s 011   | 1 min 12 s 998   |
| 6                                                                                         | Carlos Sainz Jr.  | Toro Rosso-Renault   | 1 min 13 s 526   | 1 min 13 s 397   | 1 min 13 s 162   |
| 7                                                                                         | Sergio Pérez      | Force India-Mercedes | 1 min 13 s 530   | 1 min 13 s 430   | 1 min 13 s 329   |
| 8                                                                                         | Romain Grosjean   | Haas-Ferrari         | 1 min 13 s 786   | 1 min 13 s 203   | 1 min 13 s 349   |
| 9                                                                                         | Jenson Button     | McLaren-Honda        | 1 min 13 s 723   | 1 min 13 s 453   | 1 min 13 s 613   |
| 10                                                                                        | Stoffel Vandoorne | McLaren-Honda        | 1 min 13 s 476   | 1 min 13 s 249   | Pas de temps     |
| 11                                                                                        | Daniil Kvyat      | Toro Rosso-Renault   | 1 min 13 s 899   | 1 min 13 s 516   |                  |
| 12                                                                                        | Nico Hülkenberg   | Renault              | 1 min 13 s 787   | 1 min 13 s 628   |                  |
| 13                                                                                        | Kevin Magnussen   | Haas-Ferrari         | 1 min 13 s 531   | 1 min 13 s 959   |                  |
| 14                                                                                        | Lewis Hamilton    | Mercedes             | 1 min 13 s 640   | 1 min 14 s 106   |                  |
| 15                                                                                        | Felipe Massa      | Williams-Mercedes    | 1 min 13 s 796   | 1 min 20 s 529   |                  |
| 16                                                                                        | Esteban Ocon      | Force India-Mercedes | 1 min 14 s 101   |                  |                  |
| 17                                                                                        | Jolyon Palmer     | Renault              | 1 min 14 s 696   |                  |                  |
| 18                                                                                        | Lance Stroll      | Williams-Mercedes    | 1 min 14 s 893   |                  |                  |
| 19                                                                                        | Pascal Wehrlein   | Sauber-Ferrari       | 1 min 15 s 159   |                  |                  |
| 20                                                                                        | Marcus Ericsson   | Sauber-Ferrari       | 1 min 15 s 276   |                  |                  |
| Temps minimal à réaliser pour la qualification : 1 min 18 s 193 (107 % de 1 min 13 s 078) |                   |                      |                  |                  |                  |

### Grille de départ
- Jenson Button, auteur du neuvième temps des qualifications, est pénalisé d'un recul de quinze places après le changement du MGU-H et du turbocompresseur de sa McLaren ; il doit partir dernier[8].
- Stoffel Vandoorne, auteur du dixième temps des qualifications, est pénalisé d'un recul de trois places pour avoir provoqué l'accrochage avec Felipe Massa lors du Grand Prix précédent, en Espagne ; à la suite du déclassement de Button, il s'élance de la douzième place[9].

## Course

### Déroulement de l'épreuve
| Pos. | no | Pilote            | Écurie               | Tours | Temps/Abandon                      | Grille  | Points |
| ---- | -- | ----------------- | -------------------- | ----- | ---------------------------------- | ------- | ------ |
| 1    | 5  | Sebastian Vettel  | Ferrari              | 78    | 1 h 44 min 44 s 340 (149,105 km/h) | 2       | 25     |
| 2    | 7  | Kimi Räikkönen    | Ferrari              | 78    | + 3 s 145                          | 1       | 18     |
| 3    | 3  | Daniel Ricciardo  | Red Bull-TAG Heuer   | 78    | + 3 s 745                          | 5       | 15     |
| 4    | 77 | Valtteri Bottas   | Mercedes             | 78    | + 5 s 517                          | 3       | 12     |
| 5    | 33 | Max Verstappen    | Red Bull-TAG Heuer   | 78    | + 6 s 199                          | 4       | 10     |
| 6    | 55 | Carlos Sainz Jr.  | Toro Rosso-Renault   | 78    | + 12 s 038                         | 6       | 8      |
| 7    | 44 | Lewis Hamilton    | Mercedes             | 78    | + 15 s 801                         | 13      | 6      |
| 8    | 8  | Romain Grosjean   | Haas-Ferrari         | 78    | + 18 s 150                         | 8       | 4      |
| 9    | 19 | Felipe Massa      | Williams-Mercedes    | 78    | + 19 s 442                         | 14      | 2      |
| 10   | 20 | Kevin Magnussen   | Haas-Ferrari         | 78    | + 21 s 443                         | 11      | 1      |
| 11   | 30 | Jolyon Palmer     | Renault              | 78    | + 22 s 737                         | 16      |        |
| 12   | 31 | Esteban Ocon      | Force India-Mercedes | 78    | + 23 s 725                         | 15      |        |
| 13   | 11 | Sergio Pérez      | Force India-Mercedes | 78    | + 49 s 089 (dont 10 s de pénalité) | 7       |        |
| 14   | 18 | Lance Stroll      | Williams-Mercedes    | 71    | Freins                             | 17      |        |
| 15   | 26 | Daniil Kvyat      | Toro Rosso-Renault   | 71    | Accrochage avec Pérez              | 9       |        |
| Abd. | 2  | Stoffel Vandoorne | McLaren-Honda        | 66    | Accident                           | 12      |        |
| Abd. | 9  | Marcus Ericsson   | Sauber-Ferrari       | 63    | Accident                           | 19      |        |
| Abd. | 22 | Jenson Button     | McLaren-Honda        | 57    | Accrochage avec Wehrlein           | Pitlane |        |
| Abd. | 94 | Pascal Wehrlein   | Sauber-Ferrari       | 57    | Accrochage avec Button             | 18      |        |
| Abd. | 27 | Nico Hülkenberg   | Renault              | 15    | Boîte de vitesses                  | 10      |        |

### Pole position et record du tour
- Pole position :  Kimi Räikkönen (Ferrari) en 1 min 12 s 178 (166,439 km/h)[11].
- Meilleur tour en course :  Sergio Pérez (Force India-Mercedes) en 1 min 14 s 820  (160,561 km/h) au soixante-seizième tour[12].

### Tours en tête
- Kimi Räikkönen : 34 tours (1-34)[13]
- Sebastian Vettel : 44 tours (35-78).

## Classements généraux à l'issue de la course
| Pos. | Pilote           | Écurie               | Points |
| ---- | ---------------- | -------------------- | ------ |
| 1    | Sebastian Vettel | Ferrari              | 129    |
| 2    | Lewis Hamilton   | Mercedes             | 104    |
| 3    | Valtteri Bottas  | Mercedes             | 75     |
| 4    | Kimi Räikkönen   | Ferrari              | 67     |
| 5    | Daniel Ricciardo | Red Bull-TAG Heuer   | 52     |
| 6    | Max Verstappen   | Red Bull-TAG Heuer   | 45     |
| 7    | Sergio Pérez     | Force India-Mercedes | 34     |
| 8    | Carlos Sainz Jr. | Toro Rosso-Renault   | 25     |
| 9    | Felipe Massa     | Williams-Mercedes    | 20     |
| 10   | Esteban Ocon     | Force India-Mercedes | 19     |
| 11   | Nico Hülkenberg  | Renault              | 14     |
| 12   | Romain Grosjean  | Haas-Ferrari         | 9      |
| 13   | Kevin Magnussen  | Haas-Ferrari         | 5      |
| 14   | Pascal Wehrlein  | Sauber-Ferrari       | 4      |
| 15   | Daniil Kvyat     | Toro Rosso-Renault   | 4      |

| Pos. | Écurie               | Points |
| ---- | -------------------- | ------ |
| 1    | Ferrari              | 196    |
| 2    | Mercedes             | 179    |
| 3    | Red Bull-TAG Heuer   | 97     |
| 4    | Force India-Mercedes | 53     |
| 5    | Toro Rosso-Renault   | 29     |
| 6    | Williams-Mercedes    | 20     |
| 7    | Renault              | 14     |
| 8    | Haas-Ferrari         | 14     |
| 9    | Sauber-Ferrari       | 4      |

## Statistiques
Le Grand Prix de Monaco 2017 représente :
- la 17e pole position de Kimi Räikkönen, sa première depuis le Grand Prix de France 2008[16] ;
- la 45e victoire de sa carrière pour Sebastian Vettel[17] ;
- la 227e victoire pour Ferrari en tant que constructeur[18] ;
- le 82e doublé pour Ferrari, le premier depuis le Grand Prix d'Allemagne 2010[19] ;
- la 228e victoire pour Ferrari en tant que motoriste[20].

Au cours de ce Grand Prix :
- Avec un écart de 8 ans 11 mois et 6 jours entre deux pole positions, Kimi Räikkönen « bat le précédent record » de Mario Andretti (8 ans et 18 jours entre les pole positions établies au Grand Prix des États-Unis 1968 et au Grand Prix du Japon 1976)[21] ;
- Haas F1 Team place ses deux voitures dans les points pour la première fois depuis ses débuts en Formule 1 (en 27 départs)[22] ;
- Sebastian Vettel est élu « Pilote du jour » lors d'un vote organisé sur le site officiel de la Formule 1[23] ;
- Derek Warwick (146 départs en Grands Prix de Formule 1 dont deux meilleurs tours en course et quatre podiums, vainqueur des 24 Heures du Mans 1992) a été nommé par la FIA conseiller pour aider dans leurs jugements le groupe des commissaires de course[24].